# Eleições legislativas portuguesas de 1979 na Madeira
| Eleições legislativas portuguesas de 1979 Distritos: Aveiro \| Beja \| Braga \| Bragança \| Castelo Branco \| Coimbra \| Évora \| Faro \| Guarda \| Leiria \| Lisboa \| Portalegre \| Porto \| Santarém \| Setúbal \| Viana do Castelo \| Vila Real \| Viseu \| Açores \| Madeira \| Estrangeiro |

## Resultados por Concelho
Os resultados nos concelhos da Região Autónoma da Madeira foram os seguintes:

### Calheta
| Partido                 | Partido                     | Votos | %               | +/-  |
| ----------------------- | --------------------------- | ----- | --------------- | ---- |
|                         | Partido Social Democrata    | 5 063 | 69,63 / 100,00  | 6,77 |
|                         | Centro Democrático e Social | 1 524 | 20,96 / 100,00  | 8,50 |
|                         | Partido Socialista          | 329   | 4,52 / 100,00   | 1,04 |
|                         | União Democrática Popular   | 81    | 1,11 / 100,00   | 0,85 |
|                         | Outros                      | 117   | 1,61 / 100,00   |      |
| Votos Inválidos         | Votos Inválidos             | 157   | 2,16 / 100,00   | 0,23 |
| Total                   | Total                       | 7 271 | 100,00 / 100,00 |      |
| Eleitorado/Participação | Eleitorado/Participação     | 8 211 | 88,55 / 100,00  | 7,76 |

### Câmara de Lobos
| Partido                 | Partido                     | Votos  | %               | +/-  |
| ----------------------- | --------------------------- | ------ | --------------- | ---- |
|                         | Partido Social Democrata    | 8 915  | 68,12 / 100,00  | 0,30 |
|                         | Partido Socialista          | 1 493  | 11,41 / 100,00  | 6,25 |
|                         | Centro Democrático e Social | 944    | 7,21 / 100,00   | 1,46 |
|                         | União Democrática Popular   | 705    | 5,39 / 100,00   | 4,47 |
|                         | Aliança Povo Unido          | 301    | 2,30 / 100,00   | 1,80 |
|                         | PCTP/MRPP                   | 153    | 1,17 / 100,00   | 0,97 |
|                         | Outros                      | 72     | 0,55 / 100,00   |      |
| Votos Inválidos         | Votos Inválidos             | 504    | 3,85 / 100,00   | 0,19 |
| Total                   | Total                       | 13 087 | 100,00 / 100,00 |      |
| Eleitorado/Participação | Eleitorado/Participação     | 14 674 | 89,18 / 100,00  | 6,27 |

### Funchal
| Partido                 | Partido                     | Votos  | %               | +/-   |
| ----------------------- | --------------------------- | ------ | --------------- | ----- |
|                         | Partido Social Democrata    | 27 159 | 46,78 / 100,00  | 12,19 |
|                         | Partido Socialista          | 14 261 | 24,56 / 100,00  | 11,80 |
|                         | Centro Democrático e Social | 7 116  | 12,26 / 100,00  | 7,68  |
|                         | União Democrática Popular   | 4 198  | 7,23 / 100,00   | 5,99  |
|                         | Aliança Povo Unido          | 2 673  | 4,60 / 100,00   | 2,32  |
|                         | PCTP/MRPP                   | 604    | 1,04 / 100,00   | 0,25  |
|                         | Outros                      | 283    | 0,49 / 100,00   |       |
| Votos Inválidos         | Votos Inválidos             | 1 768  | 3,04 / 100,00   | 0,35  |
| Total                   | Total                       | 58 062 | 100,00 / 100,00 |       |
| Eleitorado/Participação | Eleitorado/Participação     | 70 149 | 82,77 / 100,00  | 3,44  |

### Machico
| Partido                 | Partido                     | Votos  | %               | +/-   |
| ----------------------- | --------------------------- | ------ | --------------- | ----- |
|                         | Partido Social Democrata    | 5 508  | 53,29 / 100,00  | 1,97  |
|                         | União Democrática Popular   | 2 460  | 23,80 / 100,00  | 17,95 |
|                         | Partido Socialista          | 1 208  | 11,69 / 100,00  | 19,75 |
|                         | Centro Democrático e Social | 450    | 4,35 / 100,00   | 0,84  |
|                         | Aliança Povo Unido          | 278    | 2,69 / 100,00   | 1,18  |
|                         | Outros                      | 140    | 1,35 / 100,00   |       |
| Votos Inválidos         | Votos Inválidos             | 292    | 2,83 / 100,00   | 1,05  |
| Total                   | Total                       | 10 336 | 100,00 / 100,00 |       |
| Eleitorado/Participação | Eleitorado/Participação     | 12 179 | 84,87 / 100,00  | 8,33  |

### Ponta do Sol
| Partido                 | Partido                     | Votos | %               | +/-  |
| ----------------------- | --------------------------- | ----- | --------------- | ---- |
|                         | Partido Social Democrata    | 4 076 | 81,78 / 100,00  | 2,44 |
|                         | Centro Democrático e Social | 440   | 8,83 / 100,00   | 5,45 |
|                         | Partido Socialista          | 238   | 4,78 / 100,00   | 1,45 |
|                         | União Democrática Popular   | 75    | 1,50 / 100,00   | 1,04 |
|                         | Outros                      | 75    | 1,50 / 100,00   |      |
| Votos Inválidos         | Votos Inválidos             | 80    | 1,60 / 100,00   | 0,74 |
| Total                   | Total                       | 4 984 | 100,00 / 100,00 |      |
| Eleitorado/Participação | Eleitorado/Participação     | 5 538 | 90,00 / 100,00  | 6,73 |

### Porto Moniz
| Partido                 | Partido                     | Votos | %               | +/-   |
| ----------------------- | --------------------------- | ----- | --------------- | ----- |
|                         | Partido Social Democrata    | 1 372 | 62,68 / 100,00  | 13,72 |
|                         | Centro Democrático e Social | 590   | 26,95 / 100,00  | 16,61 |
|                         | Partido Socialista          | 143   | 6,53 / 100,00   | 1,78  |
|                         | Outros                      | 39    | 1,79 / 100,00   |       |
| Votos Inválidos         | Votos Inválidos             | 45    | 2,06 / 100,00   | 0,03  |
| Total                   | Total                       | 2 189 | 100,00 / 100,00 |       |
| Eleitorado/Participação | Eleitorado/Participação     | 2 556 | 85,64 / 100,00  | 0,20  |

### Porto Santo
| Partido                 | Partido                     | Votos | %               | +/-  |
| ----------------------- | --------------------------- | ----- | --------------- | ---- |
|                         | Partido Social Democrata    | 1 297 | 58,11 / 100,00  | 1,89 |
|                         | Partido Socialista          | 796   | 35,66 / 100,00  | 4,11 |
|                         | Centro Democrático e Social | 32    | 1,43 / 100,00   | 4,17 |
|                         | União Democrática Popular   | 30    | 1,34 / 100,00   | 1,00 |
|                         | Aliança Povo Unido          | 28    | 1,25 / 100,00   | 0,07 |
|                         | Outros                      | 14    | 0,63 / 100,00   |      |
| Votos Inválidos         | Votos Inválidos             | 35    | 1,56 / 100,00   | 0,80 |
| Total                   | Total                       | 2 232 | 100,00 / 100,00 |      |
| Eleitorado/Participação | Eleitorado/Participação     | 2 537 | 87,98 / 100,00  | 5,89 |

### Ribeira Brava
| Partido                 | Partido                     | Votos | %               | +/-  |
| ----------------------- | --------------------------- | ----- | --------------- | ---- |
|                         | Partido Social Democrata    | 5 100 | 74,31 / 100,00  | 1,13 |
|                         | Partido Socialista          | 682   | 9,94 / 100,00   | 0,42 |
|                         | Centro Democrático e Social | 492   | 7,17 / 100,00   | 2,36 |
|                         | União Democrática Popular   | 125   | 1,82 / 100,00   | 1,25 |
|                         | Aliança Povo Unido          | 101   | 1,47 / 100,00   | 0,38 |
|                         | Outros                      | 98    | 1,43 / 100,00   |      |
| Votos Inválidos         | Votos Inválidos             | 265   | 3,86 / 100,00   | 0,01 |
| Total                   | Total                       | 6 863 | 100,00 / 100,00 |      |
| Eleitorado/Participação | Eleitorado/Participação     | 7 858 | 87,34 / 100,00  | 8,56 |

### Santa Cruz
| Partido                 | Partido                     | Votos  | %               | +/-  |
| ----------------------- | --------------------------- | ------ | --------------- | ---- |
|                         | Partido Social Democrata    | 8 023  | 65,07 / 100,00  | 1,88 |
|                         | Partido Socialista          | 1 796  | 14,57 / 100,00  | 3,18 |
|                         | Centro Democrático e Social | 1 044  | 8,47 / 100,00   | 1,95 |
|                         | União Democrática Popular   | 591    | 4,79 / 100,00   | 3,96 |
|                         | Aliança Povo Unido          | 302    | 2,45 / 100,00   | 1,37 |
|                         | Outros                      | 197    | 1,60 / 100,00   |      |
| Votos Inválidos         | Votos Inválidos             | 376    | 3,05 / 100,00   | 0,34 |
| Total                   | Total                       | 12 329 | 100,00 / 100,00 |      |
| Eleitorado/Participação | Eleitorado/Participação     | 14 131 | 87,25 / 100,00  | 6,94 |

### Santana
| Partido                 | Partido                     | Votos | %               | +/-  |
| ----------------------- | --------------------------- | ----- | --------------- | ---- |
|                         | Partido Social Democrata    | 4 361 | 74,71 / 100,00  | 7,24 |
|                         | Centro Democrático e Social | 622   | 10,66 / 100,00  | 4,16 |
|                         | Partido Socialista          | 463   | 7,93 / 100,00   | 0,75 |
|                         | União Democrática Popular   | 96    | 1,64 / 100,00   | 1,16 |
|                         | PCTP/MRPP                   | 68    | 1,16 / 100,00   | 1,02 |
|                         | Outros                      | 86    | 1,47 / 100,00   |      |
| Votos Inválidos         | Votos Inválidos             | 141   | 2,41 / 100,00   | 1,34 |
| Total                   | Total                       | 5 837 | 100,00 / 100,00 |      |
| Eleitorado/Participação | Eleitorado/Participação     | 6 727 | 86,77 / 100,00  | 3,93 |

### São Vicente
| Partido                 | Partido                     | Votos | %               | +/-  |
| ----------------------- | --------------------------- | ----- | --------------- | ---- |
|                         | Partido Social Democrata    | 2 640 | 63,81 / 100,00  | 8,39 |
|                         | Centro Democrático e Social | 733   | 17,72 / 100,00  | 2,86 |
|                         | Partido Socialista          | 482   | 11,65 / 100,00  | 1,92 |
|                         | União Democrática Popular   | 61    | 1,47 / 100,00   | 1,05 |
|                         | Outros                      | 91    | 2,20 / 100,00   |      |
| Votos Inválidos         | Votos Inválidos             | 130   | 3,14 / 100,00   | 0,10 |
| Total                   | Total                       | 4 137 | 100,00 / 100,00 |      |
| Eleitorado/Participação | Eleitorado/Participação     | 4 946 | 83,64 / 100,00  | 4,74 |